# Paul Phoenix
 (juin 2018).
Si vous disposez d'ouvrages ou d'articles de référence ou si vous connaissez des sites web de qualité traitant du thème abordé ici, merci de compléter l'article en donnant les références utiles à sa vérifiabilité et en les liant à la section « Notes et références ».
Paul Phoenix est un personnage de jeu vidéo de la série Tekken de Namco, qui fait sa première apparition sur arcade et console dans Tekken. Paul Phoenix est un combattant utilisant une forme hybride d'arts martiaux basés sur le judo intégré à des techniques de karaté style kyokushinkai, cherchant à devenir le meilleur expert en arts martiaux du monde.
À l'annonce du premier King of Iron Fist Tournament, il s'auto-déclare rival officiel de Kazuya Mishima et s'inscrit, mais se fera battre par l'intéressé. Il échouera également dans sa seconde tentative lors de deuxième tournoi.
Il s'inscrit également au King of Iron Fist Tournament 3, et parviendra, avec l'aide de Jin Kazama, à vaincre l'Ogre. Sûr de son succès, il quitte la piste, mais apprendra plus tard la métamorphose du Dieu du Combat en True Ogre, et la victoire finale de Jin Kazama. Bien que Paul revendiqua la victoire dans ce tournoi peu de personnes crurent en lui. Son dojo perdit ses élèves et il mit la clé sous la porte. Le King of Iron Fist Tournament 4 est alors une occasion pour lui de redorer son blason, mais il sera battu par Kuma, que Paul avait vaincu durant le 3e tournoi.
Le King of Iron Fist Tournament 5 marque de nouvelles retrouvailles pour l'ours et le motard, et Paul arrache la victoire, mais épuisé par le combat, il est incapable de continuer le tournoi et doit abandonner.
Endetté, il se décide à s'inscrire au King of Iron Fist Tournament 6 avec son ami Marshall Law comme coéquipier, qui suggère de rallier Steve Fox à eux. Le jeune boxeur accepte l'invitation, et commence l'entraînement avant le tournoi.

## À noter
- Paul Phoenix est l'un des quelques personnages (avec Heihachi Mishima, Nina Williams, et Yoshimitsu) à apparaître dans tous les épisodes de la saga Tekken.
- Paul apparait sans sa coupe "pilier" dans Tekken 4 et Tekken 8 où il aborde une coupe de cheveux longs.

## Relations avec les personnages de Tekken
- Ami de la famille Law, Marshall et Forest
- S'est entraîné avec Marshall Law et Lee Chaolan avant le premier tournoi
- Ennemi juré de Kuma
- Rival auto-proclamé de Kazuya Mishima
- Vainqueur de Ogre, mais a quitté l'arène avant sa transformation en True Ogre
- Il connait aussi la mère de Jin, Jun Kazama mais on ignore quelle est leur relation.